# Familie (film)
Familie is een Nederlandse film uit 2001 van Willem van de Sande Bakhuyzen met in de hoofdrollen Petra Laseur en Bram van der Vlugt.
Maria Goos baseerde het scenario voor de film op haar eigen gelijknamige toneelstuk uit 1999 dat ze schreef voor Het Toneel Speelt. De film werd gemaakt als telefilm, maar werd eerst in de bioscoop vertoond. De omzet was 228.000 euro. Op 13 april 2002 werd de film op 22.45 op Nederland 3 uitgezonden als eerste van een serie telefilms.

## Verhaal
In een chalet in Tirol brengt een Nederlandse familie een lang weekend met elkaar door. De familie bestaat uit moeder Els en vader Jan, hun zweverige dochter Bibi met haar man, de mislukte schrijver Von, de maatschappelijk geslaagde zoon Nico met zijn kwebbelende vrouw, Sandra. De reden van het samenzijn blijkt minder leuk. Moeder Els is ongenezelijk ziek is, kanker. Ze is uitbehandeld en weet dat ze gaat sterven. Haar man leek het een goed idee de familie nog een keer bijeen te brengen. Maar van het begin af gaat het mis. Al in de auto hebben Nico en Sandra ruzie. Ook de anderen komen met tegenzin naar het chalet. Nico is al snel zo dronken dat hij zijn moeder verwijten maakt over jeugdherinneringen. Bibi wil haar broer dringend spreken, maar die houdt de boot af. Al snel blijkt ook dat er geen eten is escaleert de woordenwisseling tussen moeder Els en schoonzoon Von over de jeugd van Nico. Sandra maakt zich zorgen over haar zonen die thuis zijn gebleven, maar niemand luistert naar haar. De boel loopt helemaal uit de hand als blijkt dat vader Jan al jaren een relatie heeft met zijn secretaresse, Nico worstelt met diverse jeugdherinneringen en twijfelt of zijn huwelijk met Sandra geen mislukking is. Het komt tot een climax waarbij iedereen elkaar begint te zeggen waar het op staat. Dan komt moeder Els met haar verrassing…

## Rolverdeling
| Acteur             | Personage | Opmerkingen    |
| ------------------ | --------- | -------------- |
| Petra Laseur       | Els       | Moeder         |
| Bram van der Vlugt | Jan       | Vader          |
| Marisa van Eyle    | Bibi      | Dochter        |
| Bart Klever        | Von       | Samen met Bibi |
| Mark Rietman       | Nico      | Zoon           |
| Anneke Blok        | Sandra    | Samen met Nico |

## Achtergrond
Maria Goos werkte haar toneelstuk Familie uit 1999 om tot een filmscenario. Ze had het stuk geschreven voor de toneelgroep Het Toneel Speelt en vrijwel alle acteurs die het oorspronkelijke stuk speelde, deed ook mee aan de film. De enige 'nieuwkomers' waren Anneke Blok als Sandra en Mark Rietman als Nico. In tegenstelling tot Cloaca een andere telefilmbewerking van een toneelstuk van Maria Goos, hield de scenariste zich vrijwel aan het oorspronkelijke stuk. Alles speelt zich af in of rond het chalet in Tirool. Er zijn geen filmtrucs of uitstapjes naar andere locaties. Goos en regisseur Van de Sande Bakhuyzen leggen de nadruk op de dialogen en de personages. De film werd wel op locatie in Oostenrijk opgenomen, rondom en in een echt chalet in Tirol. Familie is een drama dat vaak wordt vergeleken met de Deense film Festen, maar waar Festen zich helemaal concentreert op incest als thema, daar lijkt inFamilie een compleet vat met familieproblemen te worden opengetrokken; alcoholisme, overspel, en onderdrukte homoseksualiteit, vliegen door het chalet. Letterlijk iedereen heeft een hekel aan elkaar en zegt dat ook. Von krijgt van zijn schoonmoeder te horen dat zijn boeken net zo worden gekocht als kinderpostzegels, terwijl Nico van Els krijgt te horen dat hij een sukkel eerste klas is. Nico laat zich niet onbetuigd door zijn moeder toe te wensen dat ze maar snel dood moet gaan.